# Zacharias Heinesen
Zacharias Heinesen (né en 1936 à Tórshavn) est un peintre paysagiste féroïen, fils de l'écrivain William Heinesen.